# Yanan Ateşi Söndürdük
Yanan Ateşi Söndürdük (tr. für: „Das gemeinsame Feuer haben wir erloschen“) ist ein Kollaborationsalbum der türkischen Sängerin Demet Akalın und des Sängers Fettah Can. Das Album ist nach dem gleichnamigen Lied benannt und wurde am 24. Februar 2011 veröffentlicht.

## Inhalt
Yanan Ateşi Söndürdük ist ein Kollaborationsalbum in der Form einer Extended Play. Das Mini-Album hat einen Laufzeit von fünfzehn Minuten und 39 Sekunden und beinhaltet nach dem gleichnamigen Lied eine Club,- Akustik- sowie eine Ballade-Version. Die Club-Version erschien danach unter dem Titel Yanan Ateşi Söndürdük auf der nachfolgenden EP Aşk von Akalın. Aufgenommen wurde es unmittelbar nach der Veröffentlichung von Akalıns letzten Studioalbums Zirve. Fettah Can hatte zur gleichen Zeit sein erstes Album Hazine herausgebracht.
Produziert wurde das Album von Bülent Seyhan; Fettah Can war neben Cansu Kurtçu als Produzent aller vier Lieder beteiligt. Kurtçu schrieb die Liedtexte für Yanan Ateşi Söndürdük, Can übernahm die Produktion. Innerhalb der Lead-Single Yanan Ateşi Söndürdük singen Akalın und Can über Themen wie Gefühle, Schönheit und Beziehungen.

## Coverbild
Das Coverbild zeigt Demet Akalın und Fettah Can in sitzender Position. Beide sitzen auf einem Sofa, welches mit samtähnlichen Stoff bezogen ist. Sowie der Bezug als auch der Rahmen ist schwarz gefärbt. Der Hintergrund ist ebenfalls in Schwarz gehalten. Fettah Can sitzt auf der rechten Seite der Couch und blickt nachdenklich nach vorn. Er trägt ein schwarzes Frack mit weißen Hemd, schwarzer Fliege sowie schwarzen glänzenden Schuhen. Beide Arme hat er auf seine Knie gelegt. Demet Akalın sitzt links von ihm und trägt ein brusthohes schwarz-glänzendes Kleid sowie ebenfalls dunkles Make-up. Sie hat ihren Kopf und ihre rechte Hand auf die Schulter von Can gelegt. Ihre linke Hand berührt die Armlehne der Couch. Sie hält beide Augen geschlossen und wirkt verträumt. Der Titel YANAN ATEŞI SÖNDÜRDÜK steht in roter Schrift im unteren Bereich des Covers. Der Name von Akalın befindet sich links und der von Can rechts in weißen Buchstaben über dem Albumtitel.

## Titelliste
| #  | Titel                                   | Songschreiber | Produzent  | Länge |
| -- | --------------------------------------- | ------------- | ---------- | ----- |
| 1. | Yanan Ateşi Söndürdük                   | Cansu Kurtçu  | Fettah Can | 4:25  |
| 2. | Yanan Ateşi Söndürdük (Club Version)    | Cansu Kurtçu  | Fettah Can | 5:14  |
| 3. | Yanan Ateşi Söndürdük (Akustik Version) | Cansu Kurtçu  | Fettah Can | 3:46  |
| 4. | Yanan Ateşi Söndürdük (Ballad Version)  | Cansu Kurtçu  | Fettah Can | 2:14  |